# 66-я бригада управления
66-я Одесская Краснознамённая, ордена Александра Невского бригада управления — тактическое соединение связи Сухопутных войск Российской Федерации.
Условное наименование — Войсковая часть № 41600 (в/ч 41600). Сокращённое наименование — 66 бру. 
Бригада находится в составе 49-й общевойсковой армии и дислоцируется в г. Ставрополь.

## История
66-я бригада управления ведёт историю от 231-го подвижного узла связи Главного штаба Сухопутных войск СССР, который, в соответствии с Приказом Министра Обороны СССР от 1 мая 1941 года, был переформирован в 66-й отдельный полк связи Главного штаба Сухопутных войск СССР.
66-й отдельный полк связи участвовал в Великой Отечественной войне в составе Сталинградского, Донского и Центрального фронтов. Окончил войну в составе 1-го Белорусского фронта.
Перед распадом СССР полк дислоцировался в посёлке Барыбино.
В 1993—1998 гг. полк обеспечивал связью штаб объединённого командования миротворческими силами в Таджикистане. В начале 2000 гг. действовал в интересах командования объединённой группировкой федеральных войск в Чеченской Республике.
В 2010 году 66-й отдельный полк связи переформирован в 66-ю бригаду управления 49-й общевойсковой армии.
12 декабря 2011 года на плацу бригаде вручено боевое знамя нового образца. Перед этим проведена церемония крепления знамени к древку полотнища Боевого знамени в зале боевой славы Ставропольского государственного краеведческого музея им. Г. Н. Прозрителева и Г. К. Праве.